# Évariste Thévenin
Pour les articles homonymes, voir Thévenin.
René Évariste Thévenin, né à Issoudun le 27 mars 1824 et mort dans la même ville le 11 décembre 1885, est un vulgarisateur scientifique du XIXe siècle.

## Biographie
Journaliste, il est condamné en juin 1849 comme démocrate-socialiste à six mois de prison. Membre du conseil de la commission d'hygiène du 6e arrondissement de Paris, ancien secrétaire de la Société protectrice des animaux, il participe de 1864 à 1871 à l'Almanach général des chemins de fer dont il est le fondateur. Membre de l'Association polytechnique, il est surtout connu pour son Cours d'économie industrielle, recueil des comptes rendus annuels qu'il rédigeait, regroupant, en accord avec les membres de la Société d'économie politique, et avec la collaboration d'Auguste Perdonnet, un cycle complet de conférences consacrées à l'économie industriel.
Thévenin était par ailleurs célèbre pour les conférences morales qu'il faisait auprès des ouvriers qu'il a publiées sous le titre Entretiens populaires,.
En 1876, il devient maire de Saint-Valentin (Indre) ainsi que conseiller d’arrondissement et conseiller général du canton d'Issoudun nord, fonction qu'il occupe encore en 1884,.

## Œuvres
- Entretiens populaires, Association polytechnique/Hachette, 1861-1867
- Le Mariage au XIXe siècle, ce qu'il doit être, E. Pick, 1862
- Hygiène publique, G. Baillière, 1863
- Le tour de France du Fils de Giboyer ou Recueil complet des jugements exprimés par les principaux journaux politiques et littéraires de Paris, de la province et de l'étranger, au sujet de la comédie de M. Émile Augier : Le fils de Giboyer, suivi des vers satiriques, des polémiques, des scènes de désordre, des actes administratifs, des procès etc. que cette pièce a suscités, L. Gosselin, 1864
- En vacance, Alsace et Vosges, Hachette, 1865
- Cours d'économie industrielle, Association polytechnique/Hachette, 7 vol., 1866-1868
- La cruauté envers les animaux, c'est la ruine ; trois histoires vraies dédiées aux conducteurs de chevaux, C. Gauguet, 1868
- L'Instruction primaire des deux sexes confiée aux femmes, Gablin et Dauphin, 1879
- Dictionnaire abrégé des sciences physiques et naturelles, avec Henry Crosnier de Varigny, F. Alcan, 1889